# Збірна Шотландії з футболу
Національна збірна Шотландії з футболу (шотл. гел. Sgioba Ball-coise Nàiseanta na h-Alba, шотл. Scotland National Fitbaa Team, англ. Scotland national football team) — футбольна збірна, яка представляє Шотландію в чоловічому міжнародному футболі та контролюється Шотландською футбольною асоціацією. Вона бере участь у трьох основних міжнародних турнірах: чемпіонаті світу, Лізі націй УЄФА та чемпіонаті Європи. Шотландія, як країна Сполученого Королівства, не входить до Міжнародного олімпійського комітету, а тому національна збірна не бере участь в Олімпійських іграх. Більшість домашніх матчів Шотландія проводить на національному стадіоні «Гемпден-Парк».
Шотландія є найстарішою національною футбольною збірною світу разом з Англією, з якою вони зіграли в першому в світі міжнародному футбольному матчі в 1872 році. Шотландія має давнє суперництво з Англією, з якою вони грали щорічно з 1872 по 1989 рік. З тих пір команди зустрічалися лише вісім разів, востаннє в груповому матчі під час Євро-2020 у червні 2021 року.
Шотландія вісім разів кваліфікувалася на чемпіонат світу з футболу та тричі на чемпіонат Європи УЄФА, але жодного разу не виходила за межі першого групового етапу фінальних турнірів. Незважаючи на це команда здобувала значні результати, наприклад, перемагала чемпіона світу 1966 року, Англію, з рахунком 3:2 на стадіоні «Вемблі» у 1967 році, а Арчі Геммілл забив один із найкращих голів в історії чемпіонатів світу і допоміг шотландцям перемогти Нідерланди, які дійшли до фіналу турніру, з рахунком 3:2 на чемпіонаті світу 1978 року. Також у своїй відбірковій групі до Євро-2008 Шотландія в обох матчах перемогла Францію рахунком 1:0, яка посіла друге місце на попередньому чемпіонаті світу 2006 року.
Вболівальники Шотландії відомі як Тартанова армія. Шотландська футбольна асоціація веде список пошани для кожного гравця, який провів понад 50 матчів за збірну. Кенні Далгліш є рекордсменом за виступами, зігравши 102 рази в період з 1971 по 1986 рік. Він же, забивши 30 голів і поділяє рекорд за кількістю голів у збірній з Денісом Лоу.

## Історія

### Рання історія
Шотландія та Англія є найстарішими національними футбольними збірними світу. Ці дві команди провели п'ять матчів на «Овалі» в Лондоні у 1870—1872 роках. Однак вони не визнаються ФІФА міжнародними, оскільки гравці, які виступали у складі збірної Шотландії, були обрані лише з лондонських шотландських гравців. 30 листопада 1872 року збірні провели перший офіційний міжнародний футбольний матч на «Гамільтон Кресент» в Партіку, Шотландія. Пізніше ФІФА визнала його міжнародним, хоча на той час він вважався продовженням попередніх матчів. Матч завершився нульовою нічиєю. Усі одинадцять гравців, які представляли Шотландію того дня, виступали за один з найсильніших на той час шотландський клуб Глазго «Квінз Парк». Протягом наступних сорока років Шотландія грала виключно проти інших трьох рідних країн — Англії, Уельсу та Ірландії, в тому числі і у створеному у 1883 року Домашньому чемпіонаті Великої Британії. Матчі проти Англії були особливо запеклими, і між командами швидко розвинулося суперництво.
Шотландія програла лише два зі своїх перших 43 міжнародних матчів. Домашня поразка від Ірландії з рахунком 0:2 у 1903 році стала для Шотландії першою іншій команді, ніж Англії. Цей успіх означав, що Шотландія регулярно очолювала рейтинги Ело, які були підраховані в 1998 році, між 1876 і 1904 роками. Шотландія 24 рази вигравала домашній чемпіонат Великої Британії і 17 разів ділила титул принаймні з однією іншою командою. Примітною перемогою Шотландії перед Другою світовою війною була перемога над Англією з рахунком 5:1 у 1928 році, яка отримала назву «Wembley Wizards».

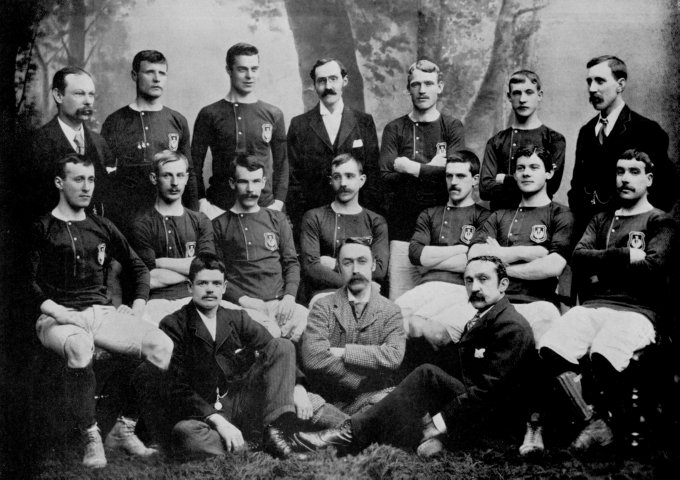
Збірна Шотландії у 1895 році.

Шотландія зіграла свій перший матч за межами Британських островів у 1929 році, перемігши Норвегію з рахунком 7:3 у Бергені, після чого продовжила проводити товариські матчіа проти європейських команд, зокрема обігравши збірні Німеччини та Франції, але програла австрійській «Вундертім» та Італії в 1931 році.
Шотландська футбольна асоціація приєдналася до ФІФА, головного органу світового футболу, у 1910 році. З початком Першої світової війни британські футбольні асоціації за підтримки Бельгії, Люксембургу та Франції вимагали виключити футбольні структури Німеччини, Австрії та Угорщини зі складу ФІФА. Коли нейтральні асоціації відмовилися задовольнити ці вимоги, британські футбольні асоціації через незгоду підтримувати контакти по лінії футболу з колишніми військовими противниками 1920 року вийшли з ФІФА.
Відносини налагодилися в 1924 році, але навіть повернувшись до ФІФА, британські представники продовжували демонструвати розбіжності з федерацією, особливо у питаннях аматорського футболу. У результаті в 1928 році відносини між британськими футбольними асоціаціями і ФІФА були знову перервані. Причиною цього стали великі розбіжності між британськими асоціаціями та керівництвом цієї організації: ФІФА та МОК погодилася виплачувати винагороди «за витрачений час» гравцям-аматорам, які брали участь у міжнародних матчах, зокрема учасникам олімпійського футбольного турніру. Британські футбольні асоціації вважали, що це підриває основи аматорського спорту, і вирішили на знак протесту вийти зі складу ФІФА. Іншою причиною розбіжностей було побоювання втрати незалежності британських асоціацій футболу.
Ідея проведення чемпіонату світу з футболу вперше була висловлена в 1904 на установчому конгресі ФІФА в Парижі і схвалена на конгресі 28 травня 1928 в Амстердамі. Перший турнір було заплановано провести в 1930 році в Уругваї. Реакція чотирьох британських збірних на цю подію була несподіваною: вийшовши з ФІФА в 1928 році, вони відмовилися брати участь у турнірі, попри те, що їм запропонували статус гостей.
В результаті Шотландія, як і інші країни Великої Британії, не брала участь у трьох перших чемпіонатах світу, які проводилися протягом 1930-х років. Чотири асоціації, включаючи Шотландію, повернулися до ФІФА після Другої світової війни. Матч між командою Сполученого Королівства та збірною «решти світу» був зіграний на «Гемпден-парку» в 1947 році, щоб відсвяткувати це примирення.

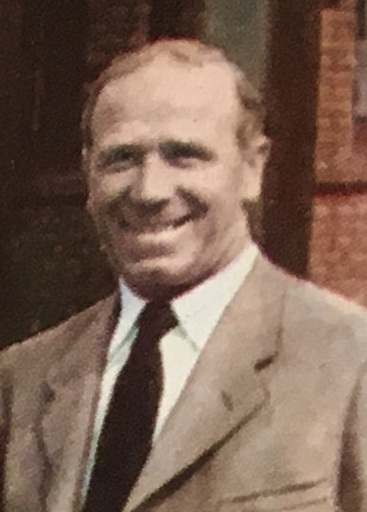
Метт Басбі повинен був керувати Шотландією на чемпіонаті світу 1958 року, але не зміг через травми, отримані внаслідок Мюнхенської авіакатастрофи.

### 1950-ті роки
Повернення Шотландської футбольної асоціації до ФІФА дало збірній Шотландії право брати участь у чемпіонаті світу 1950 року. ФІФА повідомила, що місця на турнірі будуть надані двом найкращим командам Домашнього чемпіонату Великої Британії 1950 року, але ШФА оголосила, що Шотландія візьме участь у чемпіонаті світу, лише якщо виграє турнір. Шотландія виграла свої перші два матчі, але домашня поразка від Англії з рахунком 0:1 означала, що шотландці посіли друге місце. Відповідно шотландці пройшли кваліфікацію на чемпіонат світу, але не виконали вимогу федерації виграти Домашній чемпіонат. ШФА підтримала цю заяву, попри благання гравців Шотландії про протилежне, яких підтримали капітан Англії Біллі Райт та інші гравці Англії. Натомість ШФА відправила шотландців у турне по Північній Америці.
Такі ж правила кваліфікації діяли і для наступного чемпіонату світу 1954 року, а домашній чемпіонат Великої Британії 1954 року виступав як кваліфікаційна група. Шотландія знову фінішувала другою, але цього разу ШФА дозволила команді взяти участь у фіналі, що проходив у Швейцарії. Втім федерація відправила на турнір лише 13 гравців, попри те, що ФІФА дозволила використовувати команду з 22 гравців, в той же час високопоставлені особи ШФА подорожували в супроводі своїх дружин. На турнірі Шотландія програла Австрії з рахунком 0:1 у своїй першій грі, що змусило головного тренера команди Енді Бітті піти у відставку за кілька годин до другої гри проти Уругваю. Уругвай був чинним чемпіоном і ніколи раніше не програвав у фіналі чемпіонату світу, тому легко розгромив Шотландію з рахунком 7:0.
На наступному чемпіонату світу 1958 року Шотландія зіграла в першому матчі внічию проти Югославії з рахунком 1:1 (там був забитий перший гол збірної на чемпіонатах світу, автором якого став Джиммі Мюррей), але потім програла Парагваю та Франції та не вийшла з групи. Метт Басбі повинен був керувати командою на чемпіонаті світу, але важкі травми, які він отримав під час авіакатастрофи в Мюнхені не дали йому це зробити і замість нього командою керував Доусон Вокер.

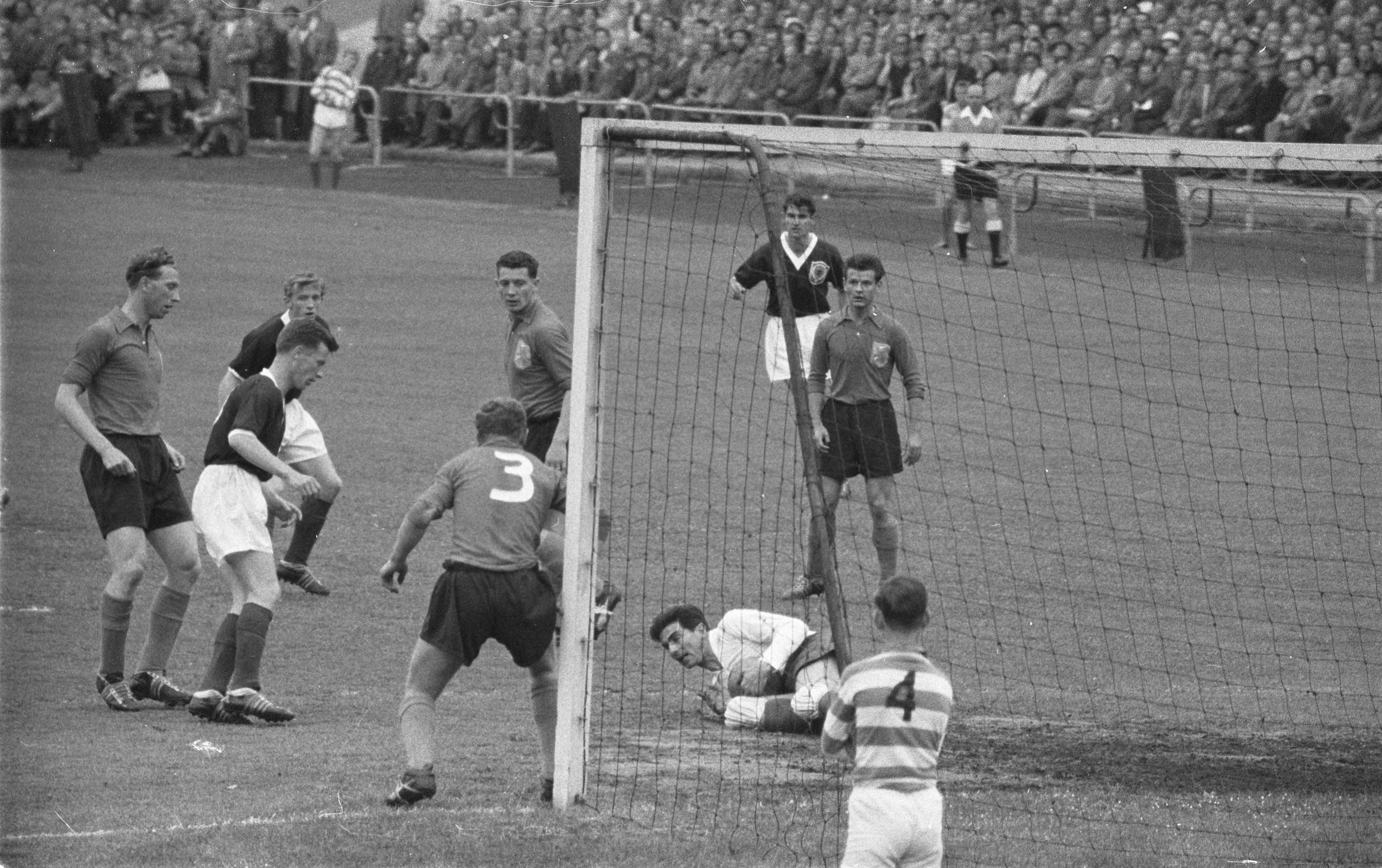
Товариський матч Нідерланди — Шотландія у 1959 році.

### 1960-ті роки
Під керівництвом Іана Макколла Шотландія стала переможцем домашніх чемпіонатів Великої Британії в 1962 і 1963 роках. 1967 року новим тренером збірної став Боббі Браун. Перший матч Брауна на посаді був проти новоспеченого чемпіона світу, збірної Англії на стадіоні «Вемблі». Незважаючи на те, що Шотландія була аутсайдерами, вона перемогла з рахунком 3:2 завдяки голам Деніса Лоу, Боббі Леннокса та Джима Маккалліога. Перемігши чемпіонів світу на власному полі, вболівальники Шотландії вітали свою команду як «неофіційних чемпіонів світу». Незважаючи на цю знамениту перемогу, шотландці не змогли пройти кваліфікацію на жоден великий турнір протягом 1960-х років.

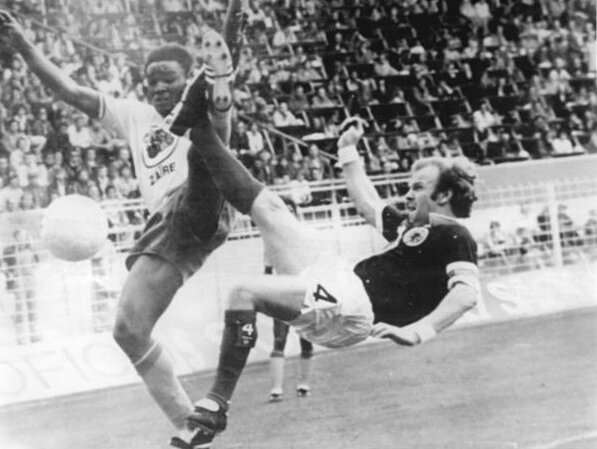
Біллі Бремнер (праворуч) у грі чемпіонаті світу 1974 року проти Заїру на «Вестфаленштадіоні».

### 1970-ті роки
Після короткого перебування Томмі Дохерті на посаді головного тренера, Віллі Ормонд був прийнятий на роботу в 1973 році. Під його керівництвом збірна програла Англії з рахунком 5:0, але змогла вийти на чемпіонат світу у 1974 році, вперше за 16 років. На цьому чемпіонаті світу 1974 року в Західній Німеччині Шотландія досягла найкращого результату в своїй історії: команда не програла жодного матчу, але не змогла вийти з групового етапу через гіршу різницю м'ячів. Після перемоги над Заїром, вони зіграли внічию з Бразилією, діючим чемпіоном світу, і Югославією, але стали лише третіми, оскільки перемогли Заїр з найменшим рахунком.
1977 року Шотландія призначила Аллі Маклауда на посаду тренера із завданням кваліфікуватись на чемпіонат світу 1978 року в Аргентині. Команда добре розпочала під керівництвом Маклауда, вигравши домашній чемпіонат Великої Британії 1977 року, в основному завдяки перемозі над Англією на «Вемблі» з рахунком 2:1 Шотландські вболівальники вторглися на поле після матчу, пошкодивши газон і зламавши поперечину. Також шотландці забезпечили кваліфікацію на другий поспіль для себе чемпіонат світу перемогами у відборі над Чехословаччиною та Уельсом.
Під час підготовки до чемпіонату світу 1978 року Маклауд підживив надії нації, заявивши, що Шотландія повернеться додому з медаллю. Коли команда вирушала до Аргентини, їх проводили з ентузіазмом і провели по переповненому «Гемпден Парку». Ще тисячі вболівальників вітали її на маршруті до аеропорту Прествік, з якого команда вирушила до Південної Америки. Втім Шотландія не виправдала сподівань, програвши свою першу гру з рахунком 1:3 проти Перу в Кордові, а в другій зіграла внічию 1:1 проти дебютантів турніру Ірану. Ці результати означали, що Шотландія повинна була перемогти Нідерланди з різницею в три голи, щоб пройти далі. Незважаючи на те, що голландці перші вийшли вперед, Шотландія змогла сенсаційно перемогти 3:2 завдяки голу Кенні Далгліша та дублю Арчі Джеммілла, другий з яких вважається одним з найкращих голів чемпіонатів світу в історії. Джеммілл обіграв трьох нідерландських захисників, перш ніж перекинути м'яч через воротаря Яна Йонгблуда у сітку. Втім цієї перемоги було недостатньо, щоб забезпечити собі місце у другому раунді, і Шотландія вибула через гіршу різницю м'ячів на другому чемпіонаті світу поспіль.

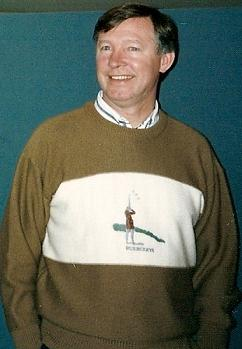
Алекс Фергюсон недовго працював тренером збірної Шотландії після раптової смерті Джока Стіна в 1985 році.

### 1980-ті роки

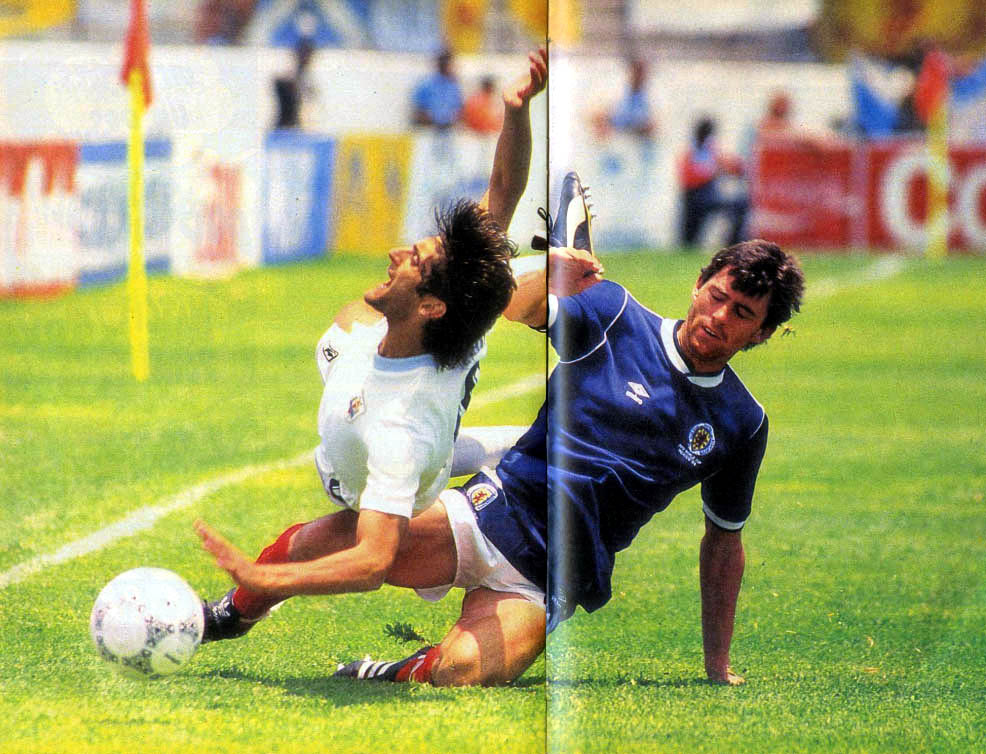
Девід Нейрі (праворуч) у грі чемпіонаті світу 1986 року проти Уругваю.

Маклауд пішов у відставку з посади головного тренера невдовзі після чемпіонату світу 1978 року, а Джок Стін, який виграв дев'ять поспіль титулів чемпіона Шотландії та Кубок європейських чемпіонів на чолі «Селтіка», був призначений його наступником. Після того, як йому не вдалось вивести збірну на чемпіонат Європи 1980 року, Шотландія пройшла кваліфікацію до чемпіонату світу 1982 року зі складної відбіркової групи, в яку входили Швеція, Португалія, Ізраїль та Північна Ірландія, програвши лише один матч. На самому «мундіалі» вони перемогли новачків турніру — Нову Зеландію з рахунком 5:2 у своїй першій грі, але програли 1:4 у другому матчі бразильській команді, у складі якої були Сократес, Зіко, Едер та Фалькао. В останньому матчі зі збірною СРСР шотландцям треба було перемагати. Вони відкрили рахунок на 15-й хвилині, завдяки удару Джо Джордана, однак у другому таймі втратили цю перевагу після голів «радянських горян» Олександра Чивадзе та Рамаза Шенгелія. Зрівняти рахунок шотландцям вдалося через 2 хвилини — відзначився Грем Сунесс, але на більше сил у шотландців не вистачило. У результаті з групи вийшли збірні Бразилії та СРСР, а Шотландія знову вилетіла через гіршу різницю м'ячів.
Шотландія пройшла кваліфікацію до чемпіонату світу 1986 року, який став для команди четвертим поспіль, у важких обставинах. Команда вийшла на свій останній матч кваліфікації проти Уельсу із завданням не програти, щоб вийти до кваліфікаційного плей-оф проти Австралії. За дев'ять хвилин до кінця Уельс перемагав 1:0, але Шотландія отримала право на пенальті, яке спокійно реалізував Деві Купер. Нічия 1:1 означала, що Шотландія пройшла далі, але коли гравці та вболівальники святкували, Стін переніс серцевий напад і невдовзі помер. Його асистент Алекс Фергюсон тимчасово очолив збірну. Шотландія пройшла кваліфікацію, перемігши за сумою двох матчів Австралію. На самому чемпіонаті шотландці програли два перших матчі проти Данії та Західної Німеччини, але у них залишалися теоретичні шанси на вихід: потрібно було здобувати перемогу над Уругваєм, але матч завершився нульовою нічиєю, попри вилучення уругвайського гравця вже на першій хвилині.
У липні 1986 року Енді Роксбург був несподівано призначений новим головним тренером збірної Шотландії. Під його керівництвом Шотландії не вдалося пройти кваліфікацію до Євро-1988, але їхня виїзна перемога над Болгарією з рахунком 1:0 у фінальному матчі відбору в листопаді 1987 року допомогла Ірландії несподівано посісти перше місце та вперше у своїй історії вийти на європейську першість.

### 1990-ті роки

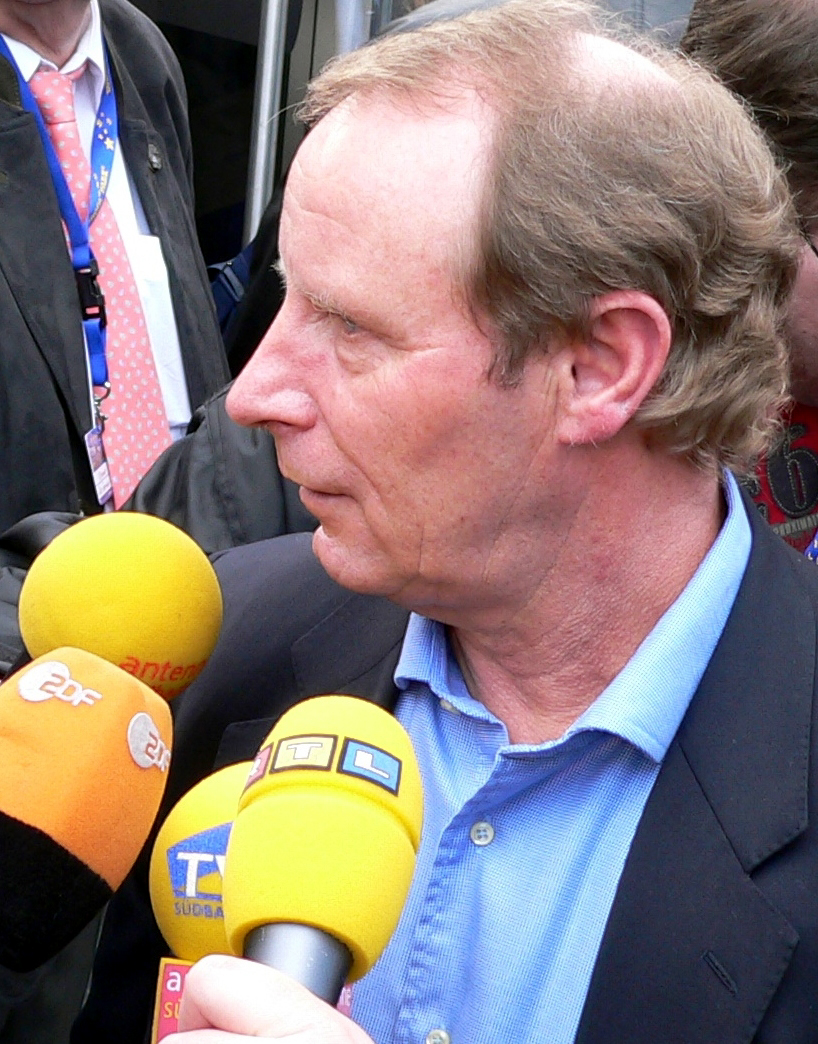
Берті Фогтс, перший іноземець, який тренував збірну Шотландії.

Шотландія кваліфікувалася на свій п'ятий поспіль чемпіонат світу 1990 року, посівши друге місце у своїй відбірковій групі і випередивши Францію. Шотландія в першій грі програли 0:1 Коста-Риці, після чого перемогла Швецію з рахунком 2:1 у другій грі. У третьому турі потрібно було вигравати у Бразилії або зіграти внічию та сподіватися на поразку Коста-Рики від шведів. Але на 82-й хвилині Луїс «Мюллер» Антоніо да Коста забив переможний гол у складі Бразилії, а в паралельному матчі шведи зазнали поразки від костариканців, через що британська команда вилетіла з турніру.
За два роки Шотландія вперше у своїй історії пройшла кваліфікацію на чемпіонат Європи у 1992 році. Поразка у кваліфікації від Румунії на виїзді з рахунком 0:1 залишила шотландців залежними від інших результатів, але нічия 1:1 між Болгарією та Румунією у фінальному матчі кваліфікації дозволила Шотландії пройти на континентальну першість. Незважаючи на хорошу гру в матчах проти Нідерландів та Німеччини, шотландці програли перші дві гри та достроково втратили шанс на вихід з групи. Перед третьою грою шотландці нібито були помічені в барі, розпиваючи алкогольні напої, проте вони голосно «грюкнули дверима» та сенсаційно розгромили збірну СНД з рахунком 3:0.
Надалі Шотландія не пройшла кваліфікацію до чемпіонату світу 1994 року. Команда посіла четверте місце у своїй кваліфікаційній групі після Італії, Швейцарії та Португалії. Коли стало зрозуміло, що Шотландія не може пройти кваліфікацію, Енді Роксбург пішов у відставку з посади головного тренера.

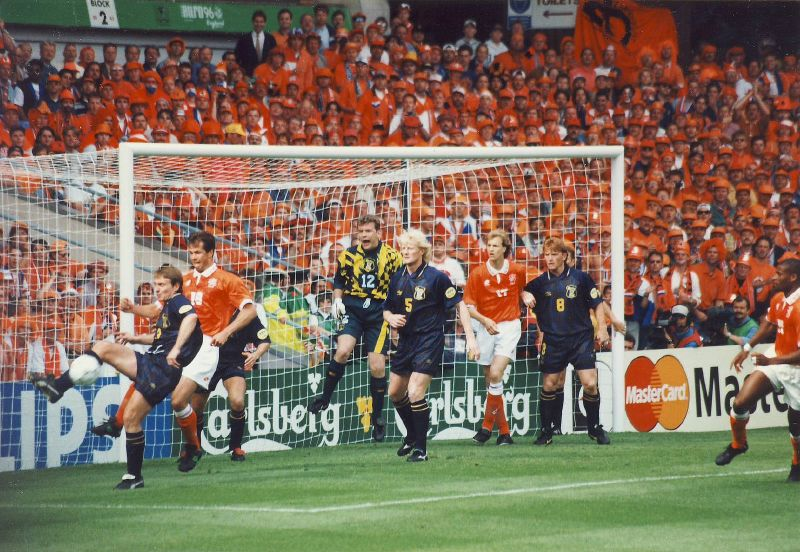
Матч Шотландії проти Нідерландів на «Вілла Парк» під час Євро-1996.

Новий тренер Крейг Браун успішно вивів Шотландію на чемпіонат Європи 1996 року. Вони посіли друге місце у відбірковій групі, на три очки відставши від російської збірної, проте змогли випередити греків на 5 очок, а фінів на цілих 8. На самому чемпіонаті перша гра проти Нідерландів завершилася з рахунком 0:0, що підняло бойовий дух перед довгоочікуваною грою проти Англії на «Вемблі». Втім у принциповому дербі шотландці програли: спочатку Алан Ширер забив з пенальті, а гол Поля Гаскойна встановив остаточний рахунок 2:0 на користь англійців. У третьому турі Шотландія обіграла Швейцарію з рахунком 1:0 завдяки голу Еллі Маккойста, а Англія, яка вийшла вперед з рахунком 4:0 в паралельному матчі, ненадовго дала шотландцям надію на вихід обох британських команд до плей-оф, але гол Патріка Клюйверта в кінцівці грі встановив остаточний рахунок 4:1, який означав, що Шотландія поступилась «помаранчевим» через гіршу різницю голів і залишила турнір.
За два роки Браун вивів Шотландію на чемпіонат світу 1998 року. Там вони знову потрапили до бразильців, яким і програли в першому турі 1:2, не зважаючи на гол Джона Коллінза, який зрівняв рахунок з пенальті, оскільки автогол Тома Бойда в другому таймі встановив остаточний рахунок. У наступній грі Шотландія зіграла внічию 1:1 з Норвегією в Бордо. Шотландці знову мали шанси на вихід із групи — для виходу потрібно було перемогти Марокко і сподіватися на перемогу Бразилії в паралельній грі. Але знову все пішло не за планом — шотландці свою гру несподівано програли з рахунком 3:0, а норвежці здобули сенсаційну перемогу над бразильцями та вийшли до наступного раунду.
Відбір до чемпіонату Європи 2000 року пройшов для шотландців досить вдало — перше місце блискуче посіла срібний призер останнього Євро Чехія, вигравши всі 10 ігор у групі, а шотландці на 7 очок випередили найближчих переслідувачів з Естонії. У стикових матчах вони потрапили на англійців і могли вперше з 1980 року не пустити Англію на чемпіонат Європи. Втім цей двобій, який у ЗМІ прозвали «Битва за Британію», Шотландія програла 1:2 за сумою двох матчів — поступившись 0:2 у першій грі, гола Дона Гатчісона у другій не вистачило навіть для переведення гри в овертайм.

### 2000-ні роки
Шотландія не пройшла кваліфікацію на чемпіонату світу 2002 року, посівши третє місце у своїй відбірковій групі після Хорватії та Бельгії. Ця друга поспіль невдача в кваліфікації спонукала Крейга Брауна піти у відставку після останнього матчу відбору. ШФА призначила колишнього тренера збірної Німеччини Берті Фогтса наступником Брауна.
Під його керівництвом Шотландія ледь вийшла в плей-оф кваліфікації до Євро-2004, в останню мить лише своєчасна перемога над литовцями зберегла друге місце для шотландців і не дозволила команді Ісландії, яка поступилася німцям 0:3, потрапити в стикові матчі. Там Шотландцям дісталася потужна збірна Нідерландів. У першому матчі шотландці виграли у Глазго з рахунком 1:0 після голу Джеймса Макфаддена. Однак у матчі-відповіді збірна Нідерландів розгромила дружину Берті Фогтса, забивши 6 м'ячів.
Погані результати в товариських матчах та невдалий початок кваліфікації до чемпіонату світу 2006 року призвели до того, що команда опустилася до рекордно низького рівня — 77-го місця у світовому рейтингу ФІФА. Фогтс оголосив про свою відставку у 2004 році, звинувачуючи ворожі ЗМІ у своєму відході.
На заміну Фогтсу був призначений Волтер Сміт, колишній тренер «Рейнджерс» і «Евертона», з яким Шотландія піднялася в рейтингу ФІФА і виграла Кубок Кірін, товариський турнір в Японії, але не пройшла кваліфікацію до чемпіонату світу 2006 року, посівши третє місце у своїй групі після Італії та Норвегії. Сміт покинув національну команду в січні 2007 року, щоб повернутися до «Рейнджерс» і збірну очолив Алекс Макліш.

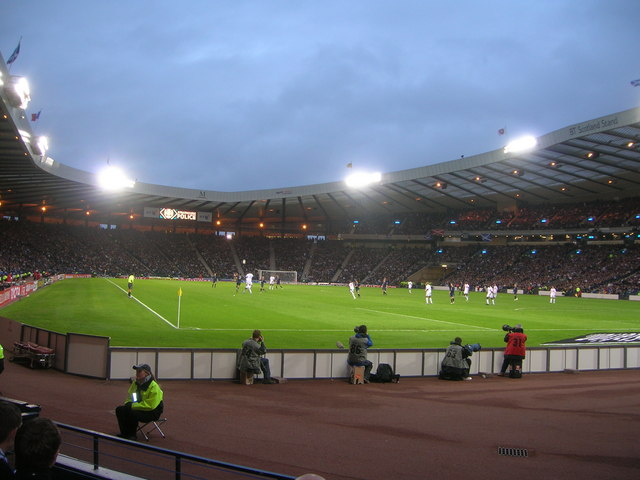
Знаковий переможний матч збірної Шотландії проти Франції (1:0) на «Гемпден-Парк» в рамках відбору на чемпіонат Європи 2008 року. Жовтень 2006 року

Відбір на чемпіонат Європи 2008 року шотландці розпочали розгромною перемогу над Фарерськими островами з рахунком 6:0, після чого обіграли Литву і двічі сенсаційно перемогли французів, що загрожувало «триколірним» непопаданням на Євро після відходу Зінедіна Зідана. 13 жовтня 2007 року шотландці обіграли Україну та фактично забезпечили собі участь у турнірі. Але через 4 дні Шотландія несподівано програла збірній Грузії 0:2 і опинилась у скрутній ситуації. Врятувати їх могла лише перемога над Італією в останньому для шотландців матчі, але 17 листопада італійці взяли гору, вигравши 2:1. В результаті Шотландія не потрапила на чемпіонат Європи, втім хороші результати підняли її до топ-20 світового рейтингу ФІФА.
Після невдачі в кваліфікації на Євро-2008, Макліш пішов, щоб приєднатися до клубу Прем'єр-ліги «Бірмінгем Сіті». Натомість тренер «Саутгемптона» Джордж Берлі очолив збірну, але його розкритикували ЗМІ після того, як команда програла свій перший кваліфікаційний матч на чемпіонат світу 2010 року проти Македонії. Після того, як Шотландія програла свій четвертий матч з рахунком 0:3 Нідерландам, капітан Баррі Фергюсон і воротар Аллан Макгрегор були виключені зі стартового складу на наступний матч проти Ісландії через «порушення дисципліни». Незважаючи на перемогу з рахунком 2:1 над Ісландією, Шотландія зазнала поразки від Норвегії з рахунком 0:4 у наступному відбірковому матчі, внаслідок чого Шотландії фактично потрібно було виграти свої останні дві гри, щоб мати реальні шанси вийти в плей-оф кваліфікації. Шотландія перемогла Македонію з рахунком 2:0 у першій з цих двох ігор, але зазнала поразки 0:1 від Нідерландів у другій грі. За очками шотландці зрівнялися з норвежцями, але через гірші показники не потрапили на друге місце, втім й норвежці не були допущені до стикових матчів як найгірша збірна з усіх, хто зайняв другі місця. Тим не менш Берлі залишився на посаді, але наступна товариська поразка від Уельсу з рахунком 0:3 привела до його звільнення.

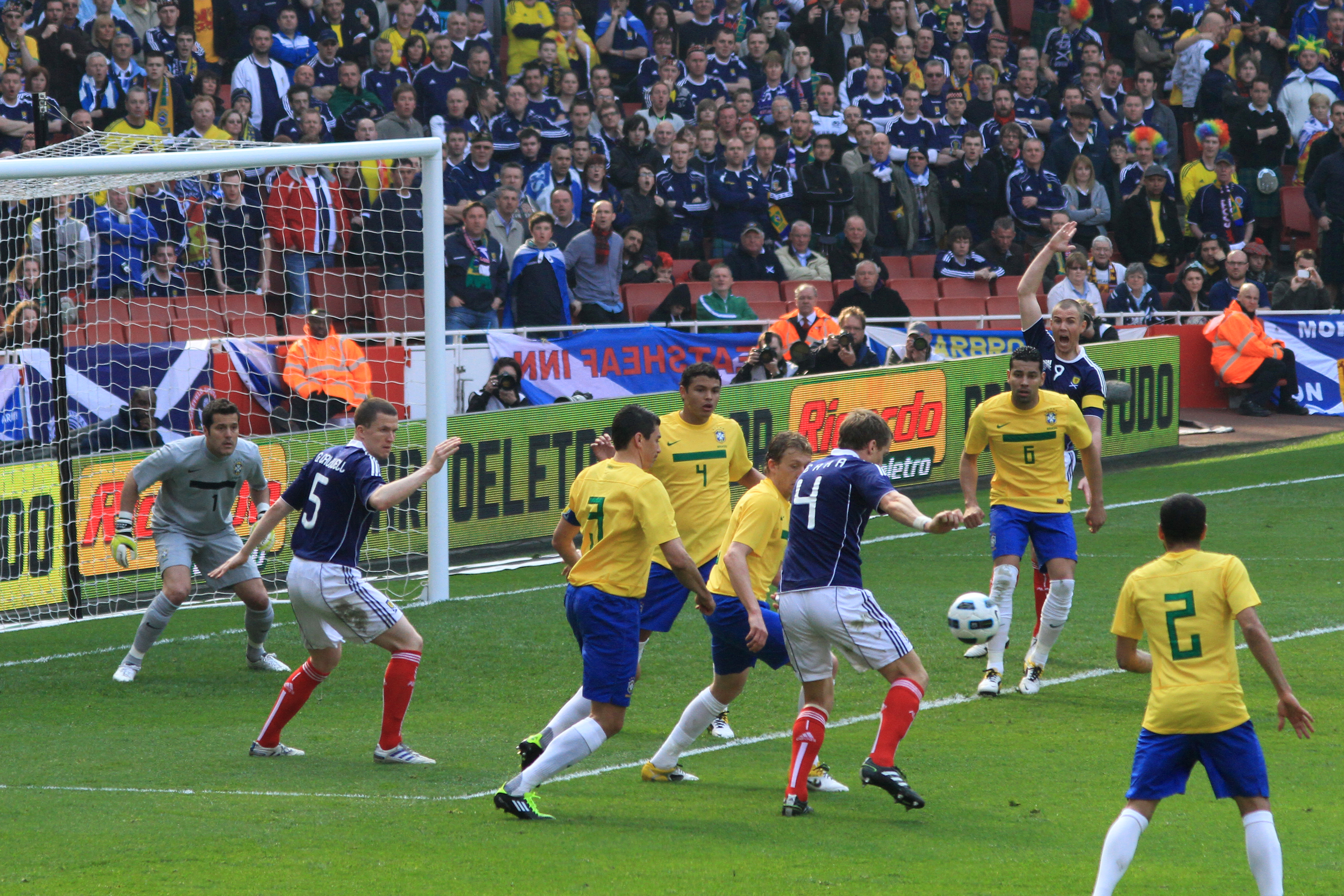
Шотландія у товариському матчі проти Бразилії. 2011 рік.

### 2010-ті роки
ШФА призначила Крейга Левейна головним тренером національної збірної у грудні 2009 року. У кваліфікації до Євро-2012 Шотландія потрапила до групи з Литвою, Ліхтенштейном, Чехією та чемпіоном світу Іспанією. Шотландці взяли лише чотири очки в перших чотирьох іграх, зокрема втратили очки у першій грі проти литовців, через що мали примарні шанси на вихід. Незважаючи на те, що у домашній зустрічі з Іспанією команда дала бій чемпіонам світу та відіграла відставання у два м'ячі, перемогти їм так і не вдалося. А путівку в стикові матчі на Євро у островитян забрала збірна Чехії: у вирішальному матчі 3 вересня шотландці зусиллями Кенні Міллера і Даррена Флетчера двічі виходили вперед, однак удар Ярослава Плашила і сумнівний пенальті у виконанні Михала Кадлеця знову залишив Шотландію без участі у великому турнірі. Левейн залишив посаду головного тренера після невдалого початку кваліфікації на чемпіонату світу 2014 року, отримавши лише два очки у чотирьох матчах.
Гордон Стракан був призначений головним тренером збірної Шотландії у січні 2013 року, але поразки в його перших двох офіційних матчах означали, що Шотландія стала першою командою УЄФА, яка вилетіла з відбору на чемпіонат світу 2014 року. Шотландія завершила свою кваліфікаційну кампанію, вигравши три з останніх чотирьох матчів, у тому числі здобувши дві перемоги над Хорватією, яка в підсумку вийшла на «мундіаль».
Кількість учасників Євро-2016 було розширено з 16 команд до 24, що давало більше шансів шотландцям на вихід до турніру. Програвши свій перший кваліфікаційний матч Німеччині, Шотландія здобула домашні перемоги над Грузією, Ірландією та Гібралтаром, Стівен Флетчер зробив перший хет-трик за Шотландію з 1969 року в грі з Гібралтаром. Пізніше Шотландія несподівано програла Грузії з рахунком 0:1, а домашня поразка від Німеччини та нічия з Польщею залишили Шотландію поза фінальною стадією турніру. Після перемоги над Гібралтаром в останньому матчі кваліфікації Стракан уклав новий контракт з ШФА.
У кваліфікації до чемпіонату світу 2018 року Шотландія потрапила до однієї групи з Англією, вперше з 1999 року зустрівшись зі своїми історичними суперниками у офіційній грі. 11 листопада 2016 року Англія на «Вемблі» обіграла Шотландію з рахунком 3:0. У матчі-відповіді Лі Гріффітс забив два пізніх голи, щоб вивести Шотландію вперед з рахунком 2:1, але Гаррі Кейн забив у доданий час і встановив остаточний рахунок 2:2. Нічия у Словенії у фінальній грі відбору поклала край сподіванням шотландців на вихід у плей-офф — шотландці у своїй групі посіли третє місце, пропустивши вперед Англію та Словаччину. Зі Словаччиною шотландці набрали рівну кількість очок, але поступилися їм за особистими зустрічами.

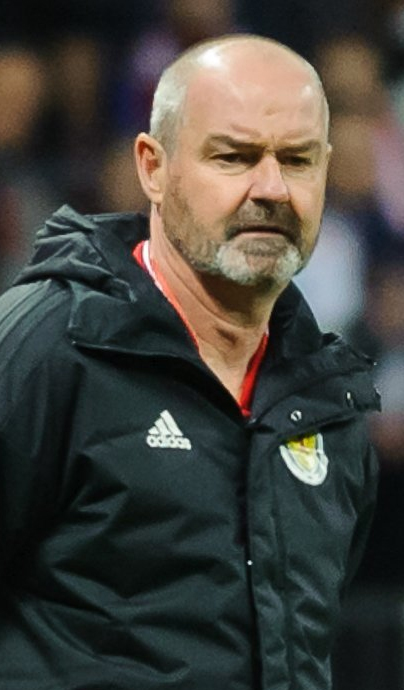
Стів Кларк, перший тренер збірної Шотландії, який вивів її на великий турнір у ХХІ столітті.

Після цього Стракан залишив свою посаду за обопільною згодою і у лютому 2018 року Алекс Макліш був призначений вдруге головним тренером. Команда під його керівництвом виграла свою групу в Лізі націй УЄФА 2018–19, але Макліш пішов у квітні 2019 року після невдалого початку кваліфікації Євро-2020, включаючи поразку з рахунком 0:3 від Казахстану, що посідав 117 місце у рейтингу ФІФА.

### 2020-ті роки
Стів Кларк був призначений новим тренером збірної Шотландії в травні 2019 року. З ним команда не змогла напряму кваліфікуватися на Євро-2020, але потрапила в плей-оф, де в серії пенальті вона обіграла спочатку збірну Ізраїлю, а потім Сербії і вперше з 1998 року вийшла у фінальний етап міжнародних турнірів і вперше з 1996 року у фінальний етап чемпіонату Європи. Там шотландці зазнали поразки від Чехії та Хорватії, а також зіграли в нульову нічию з Англією, посівши останнє місце в групі D.
У кваліфікації до чемпіонату світу 2022 року Шотландія почала не дуже вдало, зігравши перші два матчі внічию, але шість поспіль перемог в кінцівці відбору дозволили збірній посісти друге місце в групі F і потрапити до плей-оф, де вони зіграли з Україною в півфіналі на «Гемпден-Парку». Програвши їй 1 червня 2022 року з рахунком 1:3, Шотландія вшосте поспіль не змогла кваліфікуватись на чемпіонат світу.

## Статистика виступів

### Чемпіонат світу
Шотландія не брала участь у перших трьох розіграшах чемпіонатів світу, що проходили в 1930, 1934 і 1938 роках. ФІФА постановила, що всі її асоціації-члени повинні виплачувати кошти за «перерваний час» для покриття витрат гравців, які брали участь у футболі на літніх Олімпійських іграх 1928 року. У відповідь на те, що вони вважали неприйнятним втручанням, футбольні асоціації Шотландії, Англії, Ірландії та Уельсу провели зустріч, на якій погодилися вийти з ФІФА. Шотландська футбольна асоціація повернулася до ФІФА як постійний член 1946 року, але відмовилася брати участь у чемпіонаті світу 1950 року, хоча вони пройшли кваліфікацію, оскільки Шотландія не стала чемпіоном Великої Британії.
З тих пір Шотландія пройшла кваліфікацію до восьми фінальних турнірів, включаючи п'ять турнірів поспіль з 1974 по 1990 роки. Шотландія ніколи не проходила далі першого раунду фінальних змагань — жодна країна не провела так багато фіналів чемпіонату світу, не пройшовши перший раунд. При цьому шотландці тричі вилітали з турніру через гіршу різницю м'ячів: у 1974, 1978 і 1982 роках.
| Рік    | Фінальний етап                   | Фінальний етап                   | Фінальний етап                   | Фінальний етап                   | Фінальний етап                   | Фінальний етап                   | Фінальний етап                   |                 | Кваліфікація    | Кваліфікація    | Кваліфікація    | Кваліфікація    | Кваліфікація    | Кваліфікація    | Кваліфікація |
| Рік    | Раунд                            | І                                | В                                | Н                                | П                                | ГЗ                               | ГП                               | М               | І               | В               | Н               | П               | ГЗ              | ГП              |              |
| ------ | -------------------------------- | -------------------------------- | -------------------------------- | -------------------------------- | -------------------------------- | -------------------------------- | -------------------------------- | --------------- | --------------- | --------------- | --------------- | --------------- | --------------- | --------------- | ------------ |
| 1930   | Не брали участь                  | Не брали участь                  | Не брали участь                  | Не брали участь                  | Не брали участь                  | Не брали участь                  | Не брали участь                  | Не брали участь | Не брали участь | Не брали участь | Не брали участь | Не брали участь | Не брали участь | Не брали участь |              |
| 1934   | Не брали участь                  | Не брали участь                  | Не брали участь                  | Не брали участь                  | Не брали участь                  | Не брали участь                  | Не брали участь                  | Не брали участь | Не брали участь | Не брали участь | Не брали участь | Не брали участь | Не брали участь | Не брали участь |              |
| 1938   | Не брали участь                  | Не брали участь                  | Не брали участь                  | Не брали участь                  | Не брали участь                  | Не брали участь                  | Не брали участь                  | Не брали участь | Не брали участь | Не брали участь | Не брали участь | Не брали участь | Не брали участь | Не брали участь |              |
| 1950   | Кваліфікувались, але відмовились | Кваліфікувались, але відмовились | Кваліфікувались, але відмовились | Кваліфікувались, але відмовились | Кваліфікувались, але відмовились | Кваліфікувались, але відмовились | Кваліфікувались, але відмовились | 2               | 3               | 2               | 0               | 1               | 10              | 3               |              |
| 1954   | Груповий етап                    | 2                                | 0                                | 0                                | 2                                | 0                                | 8                                | 2               | 3               | 1               | 1               | 1               | 8               | 8               |              |
| 1958   | Груповий етап                    | 3                                | 0                                | 1                                | 2                                | 4                                | 6                                | 1               | 4               | 3               | 0               | 1               | 10              | 9               |              |
| 1962   | Не кваліфікувались               | Не кваліфікувались               | Не кваліфікувались               | Не кваліфікувались               | Не кваліфікувались               | Не кваліфікувались               | Не кваліфікувались               | 2               | 5               | 3               | 0               | 2               | 12              | 11              |              |
| 1966   | Не кваліфікувались               | Не кваліфікувались               | Не кваліфікувались               | Не кваліфікувались               | Не кваліфікувались               | Не кваліфікувались               | Не кваліфікувались               | 2               | 6               | 3               | 1               | 2               | 8               | 8               |              |
| 1970   | Не кваліфікувались               | Не кваліфікувались               | Не кваліфікувались               | Не кваліфікувались               | Не кваліфікувались               | Не кваліфікувались               | Не кваліфікувались               | 2               | 6               | 3               | 1               | 2               | 18              | 7               |              |
| 1974   | Груповий етап                    | 3                                | 1                                | 2                                | 0                                | 3                                | 1                                | 1               | 4               | 3               | 0               | 1               | 8               | 3               |              |
| 1978   | Груповий етап                    | 3                                | 1                                | 1                                | 1                                | 5                                | 6                                | 1               | 4               | 3               | 0               | 1               | 6               | 3               |              |
| 1982   | Груповий етап                    | 3                                | 1                                | 1                                | 1                                | 8                                | 8                                | 1               | 8               | 4               | 3               | 1               | 9               | 4               |              |
| 1986   | Груповий етап                    | 3                                | 0                                | 1                                | 2                                | 1                                | 3                                | 2               | 8               | 4               | 2               | 2               | 10              | 4               |              |
| 1990   | Груповий етап                    | 3                                | 1                                | 0                                | 2                                | 2                                | 3                                | 2               | 8               | 4               | 2               | 2               | 12              | 12              |              |
| 1994   | Не кваліфікувались               | Не кваліфікувались               | Не кваліфікувались               | Не кваліфікувались               | Не кваліфікувались               | Не кваліфікувались               | Не кваліфікувались               | 4               | 10              | 4               | 3               | 3               | 14              | 13              |              |
| 1998   | Груповий етап                    | 3                                | 0                                | 1                                | 2                                | 2                                | 6                                | 2               | 10              | 7               | 2               | 1               | 15              | 3               |              |
| 2002   | Не кваліфікувались               | Не кваліфікувались               | Не кваліфікувались               | Не кваліфікувались               | Не кваліфікувались               | Не кваліфікувались               | Не кваліфікувались               | 3               | 8               | 4               | 3               | 1               | 12              | 6               |              |
| 2006   | Не кваліфікувались               | Не кваліфікувались               | Не кваліфікувались               | Не кваліфікувались               | Не кваліфікувались               | Не кваліфікувались               | Не кваліфікувались               | 3               | 10              | 3               | 4               | 3               | 9               | 7               |              |
| 2010   | Не кваліфікувались               | Не кваліфікувались               | Не кваліфікувались               | Не кваліфікувались               | Не кваліфікувались               | Не кваліфікувались               | Не кваліфікувались               | 3               | 8               | 3               | 1               | 4               | 6               | 11              |              |
| 2014   | Не кваліфікувались               | Не кваліфікувались               | Не кваліфікувались               | Не кваліфікувались               | Не кваліфікувались               | Не кваліфікувались               | Не кваліфікувались               | 4               | 10              | 3               | 2               | 5               | 8               | 12              |              |
| 2018   | Не кваліфікувались               | Не кваліфікувались               | Не кваліфікувались               | Не кваліфікувались               | Не кваліфікувались               | Не кваліфікувались               | Не кваліфікувались               | 3               | 10              | 5               | 3               | 2               | 17              | 12              |              |
| 2022   | Не кваліфікувались               | Не кваліфікувались               | Не кваліфікувались               | Не кваліфікувались               | Не кваліфікувались               | Не кваліфікувались               | Не кваліфікувались               | 2               | 10              | 7               | 2               | 1               | 17              | 7               |              |
| 2026   | В процесі                        | В процесі                        | В процесі                        | В процесі                        | В процесі                        | В процесі                        | В процесі                        |                 |                 |                 |                 |                 |                 |                 |              |
| Всього | 8/21                             | 23                               | 4                                | 7                                | 12                               | 25                               | 41                               |                 | 135             | 69              | 30              | 36              | 209             | 143             |              |

До нічиїх також враховуються матчі, які завершились перемогою однієї з команд в серії пенальті;

### Чемпіонат Європи
Шотландія тричі кваліфікувалася на чемпіонати Європи, але не змогла жодного разу пройти далі першого раунду. Востаннє вони брали участь у Євро-2020, граючи в тому числі і на домашньому «Гемпден-Парку».
| Рік    | Фінальний етап     | Фінальний етап     | Фінальний етап     | Фінальний етап     | Фінальний етап     | Фінальний етап     | Фінальний етап     |                 | Кваліфікація    | Кваліфікація    | Кваліфікація    | Кваліфікація    | Кваліфікація    | Кваліфікація    | Кваліфікація |
| Рік    | Раунд              | І                  | В                  | Н                  | П                  | ГЗ                 | ГП                 | М               | І               | В               | Н               | П               | ГЗ              | ГП              |              |
| ------ | ------------------ | ------------------ | ------------------ | ------------------ | ------------------ | ------------------ | ------------------ | --------------- | --------------- | --------------- | --------------- | --------------- | --------------- | --------------- | ------------ |
| 1960   | Не брали участь    | Не брали участь    | Не брали участь    | Не брали участь    | Не брали участь    | Не брали участь    | Не брали участь    | Не брали участь | Не брали участь | Не брали участь | Не брали участь | Не брали участь | Не брали участь | Не брали участь |              |
| 1964   | Не брали участь    | Не брали участь    | Не брали участь    | Не брали участь    | Не брали участь    | Не брали участь    | Не брали участь    | Не брали участь | Не брали участь | Не брали участь | Не брали участь | Не брали участь | Не брали участь | Не брали участь |              |
| 1968   | Не кваліфікувались | Не кваліфікувались | Не кваліфікувались | Не кваліфікувались | Не кваліфікувались | Не кваліфікувались | Не кваліфікувались | 2               | 6               | 3               | 2               | 1               | 10              | 8               |              |
| 1972   | Не кваліфікувались | Не кваліфікувались | Не кваліфікувались | Не кваліфікувались | Не кваліфікувались | Не кваліфікувались | Не кваліфікувались | 3               | 6               | 3               | 0               | 3               | 4               | 7               |              |
| 1976   | Не кваліфікувались | Не кваліфікувались | Не кваліфікувались | Не кваліфікувались | Не кваліфікувались | Не кваліфікувались | Не кваліфікувались | 3               | 6               | 2               | 3               | 1               | 8               | 6               |              |
| 1980   | Не кваліфікувались | Не кваліфікувались | Не кваліфікувались | Не кваліфікувались | Не кваліфікувались | Не кваліфікувались | Не кваліфікувались | 4               | 8               | 3               | 1               | 4               | 15              | 13              |              |
| 1984   | Не кваліфікувались | Не кваліфікувались | Не кваліфікувались | Не кваліфікувались | Не кваліфікувались | Не кваліфікувались | Не кваліфікувались | 4               | 6               | 1               | 2               | 3               | 8               | 10              |              |
| 1988   | Не кваліфікувались | Не кваліфікувались | Не кваліфікувались | Не кваліфікувались | Не кваліфікувались | Не кваліфікувались | Не кваліфікувались | 4               | 8               | 3               | 3               | 2               | 7               | 5               |              |
| 1992   | Груповий етап      | 3                  | 1                  | 0                  | 2                  | 3                  | 3                  | 1               | 8               | 4               | 3               | 1               | 14              | 7               |              |
| 1996   | Груповий етап      | 3                  | 1                  | 1                  | 1                  | 1                  | 2                  | 2               | 10              | 7               | 2               | 1               | 19              | 3               |              |
| 2000   | Не кваліфікувались | Не кваліфікувались | Не кваліфікувались | Не кваліфікувались | Не кваліфікувались | Не кваліфікувались | Не кваліфікувались | 2               | 12              | 6               | 3               | 3               | 16              | 12              |              |
| 2004   | Не кваліфікувались | Не кваліфікувались | Не кваліфікувались | Не кваліфікувались | Не кваліфікувались | Не кваліфікувались | Не кваліфікувались | 2               | 10              | 5               | 2               | 3               | 13              | 14              |              |
| 2008   | Не кваліфікувались | Не кваліфікувались | Не кваліфікувались | Не кваліфікувались | Не кваліфікувались | Не кваліфікувались | Не кваліфікувались | 3               | 12              | 8               | 0               | 4               | 21              | 12              |              |
| 2012   | Не кваліфікувались | Не кваліфікувались | Не кваліфікувались | Не кваліфікувались | Не кваліфікувались | Не кваліфікувались | Не кваліфікувались | 3               | 8               | 3               | 2               | 3               | 9               | 10              |              |
| 2016   | Не кваліфікувались | Не кваліфікувались | Не кваліфікувались | Не кваліфікувались | Не кваліфікувались | Не кваліфікувались | Не кваліфікувались | 4               | 10              | 4               | 3               | 3               | 22              | 12              |              |
| 2020   | Груповий етап      | 3                  | 0                  | 1                  | 2                  | 1                  | 5                  | 3               | 12              | 5               | 2               | 5               | 17              | 20              |              |
| 2024   | В процесі          | В процесі          | В процесі          | В процесі          | В процесі          | В процесі          | В процесі          | В процесі       | В процесі       | В процесі       | В процесі       | В процесі       | В процесі       | В процесі       |              |
| Всього | 3/16               | 9                  | 2                  | 2                  | 5                  | 5                  | 10                 |                 | 122             | 57              | 28              | 37              | 183             | 139             |              |

До нічиїх також враховуються матчі, які завершились перемогою однієї з команд в серії пенальті;

### Ліга націй УЄФА
Коли Ліга націй УЄФА була заснована у сезоні 2018/19, Шотландія була включена до Ліги С. Здобувши перемогу над Ізраїлем з рахунком 3:2 у своєму фінальному матчі, Шотландія здобула вихід до Ліги B на турнір 2020/21.
| Результат | Результат | Результат | Результат | Результат | Результат | Результат | Результат | Результат | Результат | Результат |
| Сезон     | Дивізіон  | Група     | І         | В         | Н         | П         | ГЗ        | ГП        | Рез.      | М         |
| --------- | --------- | --------- | --------- | --------- | --------- | --------- | --------- | --------- | --------- | --------- |
| 2018–19   | C         | 1         | 4         | 3         | 0         | 1         | 10        | 4         | ↑         | 25        |
| 2020–21   | B         | 2         | 6         | 3         | 1         | 2         | 5         | 4         |           | 23        |
| 2022–23   | B         | В процесі | В процесі | В процесі | В процесі | В процесі | В процесі | В процесі | В процесі | В процесі |
| Всього    | Всього    | Всього    | 10        | 6         | 1         | 3         | 15        | 8         | 23rd      | 23rd      |

До нічиїх також враховуються матчі, які завершились перемогою однієї з команд в серії пенальті;

### Інше
- Домашній чемпіонат Британії
  - Переможці (24): 1884, 1885, 1887, 1889, 1894, 1896, 1897, 1900[en], 1902[en], 1910[en], 1921[en], 1922[en], 1923[en], 1929[en], 1935[en], 1936[en], 1946[en], 1949[en], 1951[en], 1962[en], 1963[en], 1967[en], 1976[en], 1977[en]
  - Спільний (17): 1886, 1890, 1903[en], 1906[en], 1908[en], 1912[en], 1927[en], 1931[en], 1935[en], 1939[en], 1953[en], 1956[en], 1960[en], 1964[en], 1970[en], 1972[en], 1974[en]
- Кубок Роуза
  - Переможці (1): 1985[en]
- Кубок Кірін
  - Переможці (1): 2006
- Кубок Qatar Airways
  - Переможці (1) : 2015[92]

## Стадіон

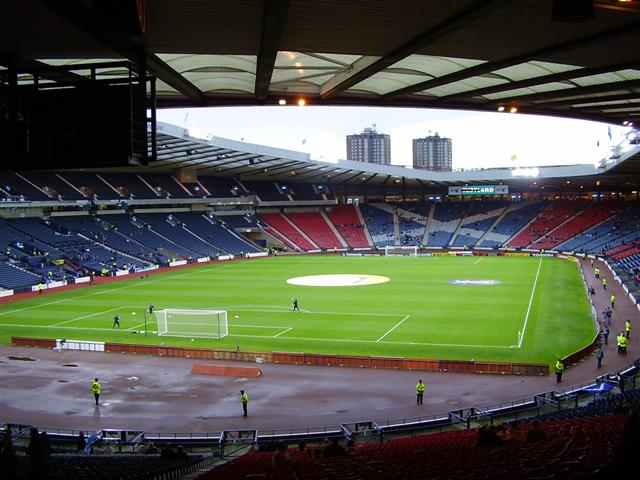
«Гемпден Парк», традиційний домашній стадіон збірної Шотландії з футболу.

«Гемпден Парк» у Глазго є традиційним домашнім стадіоном збірної. Він був відкритий в 1903 році і став основним домашнім майданчиком для шотландської команди з 1906 року. Рекорд відвідуваності 149 415 був встановлений у матчі Шотландія — Англія в 1937 році. Правила безпеки скоротили місткість арени до 81 000 до 1977 року, і стадіон був повністю реконструйований протягом 1990-х років, що дало теперішню місткість 52 000 глядачів. «Гемпден» оцінюється як стадіон четвертої (елітної) категорії в категоріях стадіонів УЄФА, а раніше мав п'ятизірковий статус за старою системою рейтингу.
Деякі товариські матчі збірна проводить на інших стадіонах, зокрема «Піттодрі» в Абердині та «Істер Роуд» в Единбурзі. Під час реконструкції «Гемпдена» в 1990-х роках також використовувалися інші стадіони, такі як «Селтік Парк», «Айброкс», «Регбі Парк» і «Тайнкастл Парк». З тих пір, як у 1999 році було завершено останню реконструкцію «Гемпдена», Шотландія проводила там більшість своїх офіційних матчів. Останній виняток з цього правила був у 2014 році, коли «Гемпден» був тимчасово перетворений на легкоатлетичний стадіон для Ігор Співдружності 2014 року.

## Кольори
Збірна Шотландії традиційно використовує темно-сині футболки, які є кольорами команди «Квінз Парк», гравці якої взяли участь у першому матчі збірної Шотландії. Інший стиль, який часто використовується в Шотландії, включає сині футболки, білі шорти та червоні гетри, тоді як у ряді комплектів використовуються темно-сині шорти та гетри. Темно-сині зазвичай використовуються як альтернативні кольори для шортів і гетр, коли Шотландія зустрічається з командою, яка має однакові кольори, але коли домашня футболка все ще підходить.
Резервною формою найчастіше є білі або жовті футболки з синіми шортами.. У 2016—2017 роках Шотландія носила рожеві футболки з чорними шортами та гетрами як виїзну форму; форма була додатково використана в одному домашньому матчі проти Словаччини через те, що обидві форми Словаччини зливались з домашньою формою Шотландії, яка мала білі рукави.
Третій комплект форми використовувався двічі — бурштинові футболки, темно-сині шорти та темно-сині гетри використовувалися в 2005—2006 роках, оскільки альтернативні небесно-блакитні футболки були непридатними, коли Шотландія їздила до команд, одягнених у будь-який відтінок синьої футболки, тоді як повністю «вишнево-червоний» комплект використовувався один раз проти Грузії у кваліфікації Євро-2008 у 2007 році.
З 1994 по 1996 рік використовувався тартановий комплект; цей варіант футболісти одягали у всіх трьох матчах Шотландії на Євро-1996.

## Вболівальники

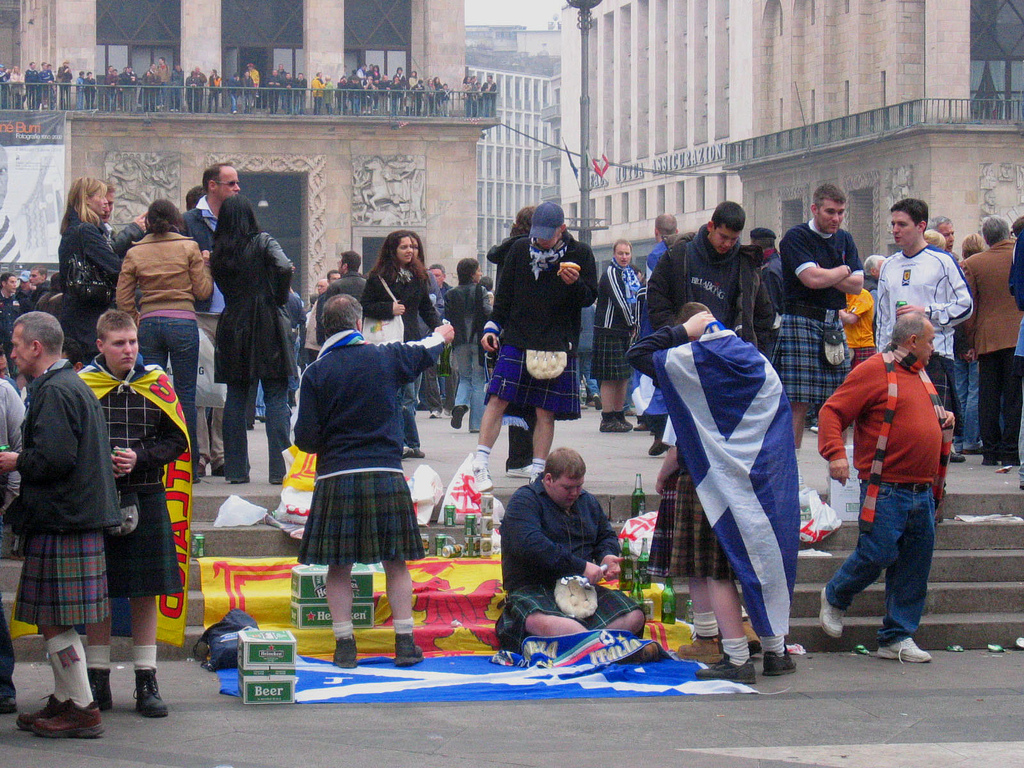
Тартанова армія в Мілані в 2005 році, перед їх відбірковим матчем до ЧС-2006 проти Італії

Уболівальники Шотландії відомі як Тартанова армія (англ. Tartan Army Sunshine Appeal). У 1970-х роках вболівальники Шотландії стали відомі своїм хуліганством в Англії, особливо після того, як вони вторглися на поле «Вемблі» та знищили стійки воріт після матчу Англія — Шотландія в 1977 році. Відтоді Тартанова армія отримує нагороди УЄФА за поєднання вокальної підтримки, дружнього характеру та благодійної діяльності. Вона також була нагороджена бельгійським олімпійським комітетом за чесну гру і була названа найкращими вболівальниками під час чемпіонату Європи 1992 року. Уболівальникам також вручили кубок за ненасильство у спорті, а журналісти визнали їх найкращими вболівальниками за почуття чесної гри та спортивного духу на чемпіонаті світу 1998 року у Франції.

## Тренерський штаб
Посада тренера команди вперше була встановлена в травні 1954 року, коли Енді Бітті керував шістьма матчами до та під час чемпіонату світу 1954 року. До того часу команда обиралася відбірковою комісією ШФА, а після турніру відбіркова комісія відновила контроль над командою до призначення Метта Басбі в 1958 році. Спочатку Басбі не міг виконувати свої обов'язки через серйозні травми, які він отримав під час авіакатастрофи в Мюнхені.
Двадцять чотири особи обіймали цю посаду з моменту її створення, а Бітті, Джок Стін та Алекс Макліш займали її протягом двох періодів. Шестеро з цих керівників обіймали посаду на тимчасових засадах. Крейг Браун займав цю посаду найдовше на сьогоднішній день — 9 років на посаді, включаючи два великих турніри та загалом 71 матч. Бітті (1954), Доусон Вокер (1958), Віллі Ормонд (1974), Еллі Маклауд (1978), Джок Стайн (1982), Алекс Фергюсон (1986), Енді Роксбург (1990 і 1992) і Браун (1996, 1998) керували командою на великих змаганнях.
Німецький тренер Берті Фогтс став першим іноземним тренером команди в 2002 році, але його робота зі збірною виявилась невдалою і в березні 2005 року збірна у рейтингу ФІФА опустилась до рекордно низького рівня — 88 місця. Волтер Сміт і Алекс Макліш досягли найкращих результатів, при них у жовтні 2007 року рейтинг покращився до 13 місця, що є найкращим результатом збірної за всю історію, але обидва були лише на короткий час на посаді, перш ніж повернутися до керівництва клубами.
Після того, як Макліш завершив свій другий період роботи у збірній, у травні 2019 року йому на зміну був призначений Стів Кларк. Кларк вивів збірну на Євро-2020, перший великий турнір для Шотландії з 1998 року.

### Поточний тренерський штаб
Станом на 29 вересня 2021
| Позиція          | Ім'я           |
| ---------------- | -------------- |
| Головний тренер  | Стів Кларк     |
| Помічник тренера | Джон Карвер    |
| Помічник тренера | Остін Макфі    |
| Помічник тренера | Стівен Нейсміт |
| Тренер воротарів | Кріс Вудз      |

### Поточний склад
Наступні 26 гравців були оголошені у списку збірної для участі у Євро-2024.
Вік гравців наведено на день початку змагання (14 червня 2024 року), дані про кількість матчів і голів — на 17 травня 2024 року.
| №  | Поз. | Гравець                   | Дата народження (вік)            | Ігри | Голи | Клуб                     |
| -- | ---- | ------------------------- | -------------------------------- | ---- | ---- | ------------------------ |
| 1  | ВР   | Ангус Ганн                | 22 січня 1996 (вік 28 років)     | 10   | 0    | Норвіч Сіті              |
| 2  | ЗХ   | Ентоні Ралстон            | 16 листопада 1998 (вік 25 років) | 9    | 1    | Селтік                   |
| 3  | ЗХ   | Ендрю Робертсон (капітан) | 11 березня 1994 (вік 30 років)   | 71   | 3    | Ліверпуль                |
| 4  | ПЗ   | Скотт Мактоміней          | 8 грудня 1996 (вік 27 років)     | 49   | 8    | Манчестер Юнайтед        |
| 5  | ЗХ   | Грант Генлі               | 20 листопада 1991 (вік 32 роки)  | 50   | 2    | Норвіч Сіті              |
| 6  | ЗХ   | Кіран Тірні               | 5 червня 1997 (вік 27 років)     | 45   | 1    | Реал Сосьєдад            |
| 7  | ПЗ   | Джон Макгінн              | 18 жовтня 1994 (вік 29 років)    | 66   | 18   | Астон Вілла              |
| 8  | ПЗ   | Каллум Макгрегор          | 14 червня 1993 (вік 31 рік)      | 60   | 3    | Селтік                   |
| 9  | НП   | Лоуренс Шенкленд          | 10 серпня 1995 (вік 28 років)    | 11   | 3    | Гарт оф Мідлотіан        |
| 10 | НП   | Че Адамс                  | 13 липня 1996 (вік 27 років)     | 30   | 6    | Саутгемптон              |
| 11 | ПЗ   | Раян Крісті               | 22 лютого 1995 (вік 29 років)    | 49   | 6    | Борнмут                  |
| 12 | ВР   | Ліам Келлі                | 23 січня 1996 (вік 28 років)     | 1    | 0    | Мотервелл                |
| 13 | ЗХ   | Джек Гендрі               | 7 травня 1995 (вік 29 років)     | 31   | 3    | Аль-Іттіфак              |
| 14 | ПЗ   | Біллі Гілмор              | 11 червня 2001 (вік 23 роки)     | 27   | 1    | Брайтон енд Гоув Альбіон |
| 15 | ЗХ   | Раян Портеус              | 25 березня 1999 (вік 25 років)   | 11   | 1    | Вотфорд                  |
| 16 | ЗХ   | Ліам Купер                | 30 серпня 1991 (вік 32 роки)     | 19   | 0    | Лідс Юнайтед             |
| 17 | ПЗ   | Стюарт Армстронг          | 30 березня 1992 (вік 32 роки)    | 50   | 5    | Саутгемптон              |
| 18 | ПЗ   | Льюїс Морган              | 30 вересня 1996 (вік 27 років)   | 3    | 0    | Нью-Йорк Ред Буллз       |
| 19 | ПЗ   | Томмі Конвей              | 6 серпня 2002 (вік 21 рік)       | 1    | 0    | Бристоль Сіті            |
| 20 | ПЗ   | Раян Джек                 | 27 лютого 1992 (вік 32 роки)     | 20   | 0    | Рейнджерс                |
| 21 | ВР   | Зандер Кларк              | 26 червня 1992 (вік 31 рік)      | 4    | 0    | Гарт оф Мідлотіан        |
| 22 | ЗХ   | Росс Маккрорі             | 18 березня 1998 (вік 26 років)   | 1    | 0    | Бристоль Сіті            |
| 23 | ПЗ   | Кенні Маклін              | 8 січня 1992 (вік 32 роки)       | 39   | 2    | Норвіч Сіті              |
| 24 | ЗХ   | Грег Тейлор               | 5 листопада 1997 (вік 26 років)  | 14   | 0    | Селтік                   |
| 25 | НП   | Джеймс Форрест            | 7 липня 1991 (вік 32 роки)       | 39   | 5    | Селтік                   |
| 26 | ЗХ   | Скотт Маккенна            | 12 листопада 1996 (вік 27 років) | 35   | 1    | Копенгаген               |

## Рекордсмени

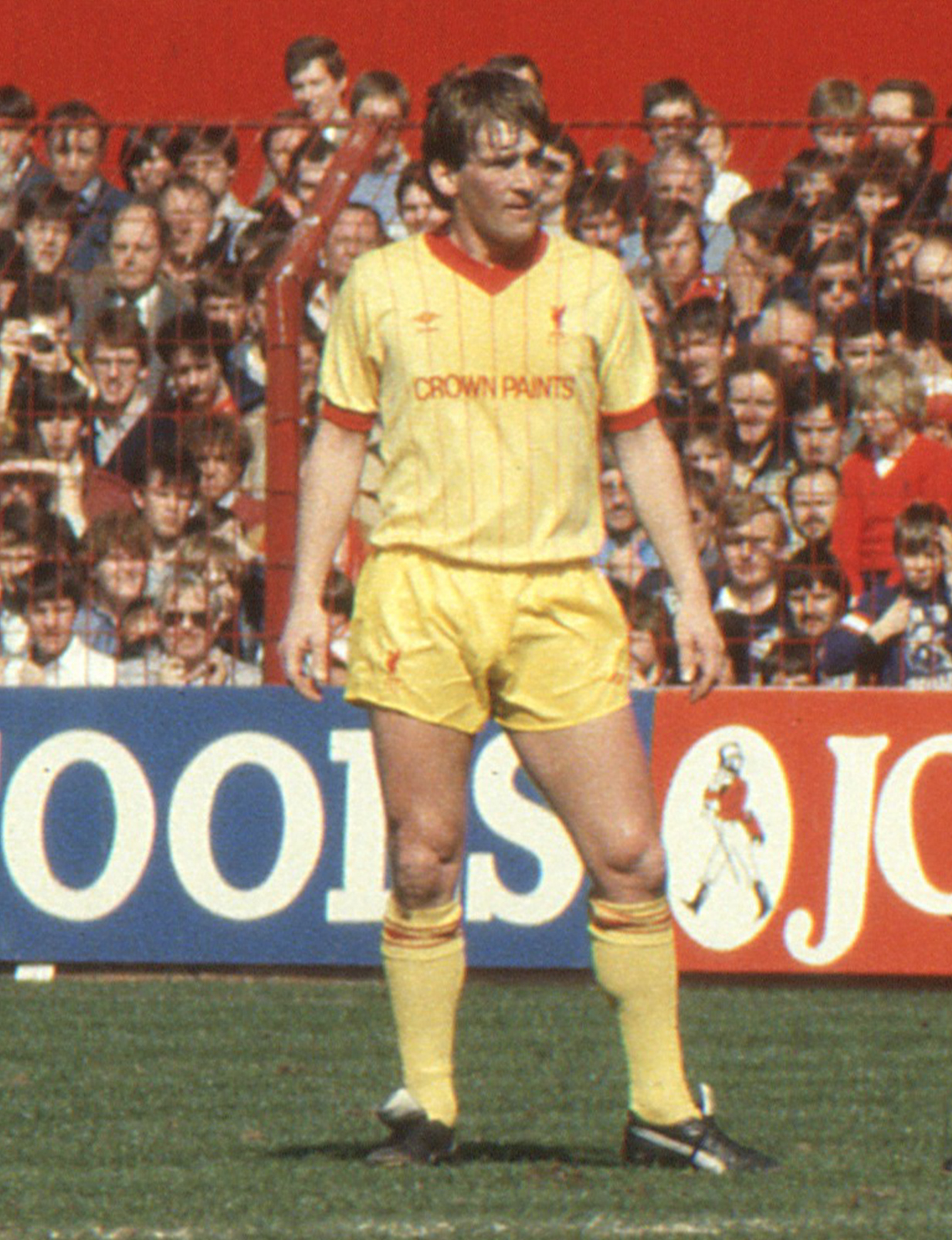
Кенні Далгліш забив рекордні 30 голів у рекордних 102 матчах за збірну Шотландії з 1971 по 1986 рік.

Кенні Далгліш є рекордсменом за кількістю зіграних матчів у складі збірної Шотландії, зігравши 102 рази з 1971 по 1986 рік. Він єдиний гравець збірної Шотландії, який провів 100 або більше матчів. Другим є Джим Лейтон, який зіграв 91 матч, що є рекордом Шотландії за кількістю виступів для воротаря. Титул найкращого бомбардира в історії збірної Шотландії поділяють два гравці. Деніс Лоу забив 30 голів у період з 1958 по 1974 рік, за цей час він зіграв за Шотландію 55 разів та Кенні Далгліш, який забив таку ж кількість голів за 102 матч. Г'ю Галлахер є третім найкращим бомбардиром, забивши 24 голи лише в 20 іграх (у середньому 1,2 голи за гру).
Найбільшу перемогу, 11:0, Шотландія здобула проти Ірландії на домашньому чемпіонаті Великої Британії 1901 року, а найбільша поразка сталася під час чемпіонату світу 1954 року, коли шотландці програли 0:7 чинним чемпіонам світу, Уругваю.
Матч Домашнього чемпіонату Великої Британії 1937 року проти збірної Англії встановив новий світовий рекорд відвідуваності футболу. Офіційно було зареєстровано 149 415 глядачів на «Гемпден-Парку», хоча справжня цифра невідома, оскільки велика кількість додаткових вболівальників зайшла несанкціоновано. Ця відвідуваність була перевищена 13 років потому у вирішальному матчі чемпіонату світу 1950 року, але залишається європейським рекордом.

## Збірна Великої Британії
Шотландія завжди самостійно брала участь у більшості великих футбольних турнірів, таких як чемпіонат світу та чемпіонат Європи. Втім на Олімпійських іграх статут Міжнародного олімпійського комітету дозволяє брати участь лише олімпійській футбольній команді Великої Британії, яка представляє все Сполучене Королівство. Команда гравців-аматорів представляла Велику Британію на Олімпіаді з 1900 по 1972 рік, але ФА припинила збирати команду після цього, оскільки різниця між аматорами та професіоналами була скасована.
Успішна заявка Лондона на літні Олімпійські ігри 2012 спонукала ФА відновити збірну. ШФА відповіла, що не братиме участі, оскільки побоюється, що це загрожує незалежному статусу національної збірної Шотландії. Президент ФІФА Зепп Блаттер спростував це, але ШФА висловила стурбованість тим, що майбутній президент може прийняти іншу точку зору. У травні 2009 року було досягнуто домовленості, згідно з якою ФА буде дозволено організувати команду з використанням тільки гравців з Англії. Британська олімпійська асоціація успішно оскаржила це рішення і до чоловічої команди були відібрані гравці Англії та Уельсу, а до жіночої команди було включено двох футболісток з Шотландії.